# Awiwim
Awiwim (hebr. אביבים) – moszaw położony w samorządzie regionu Merom ha-Galil, w Dystrykcie Północnym, w Izraelu.

## Położenie
Leży w północnej części Górnej Galilei, w odległości 1 kilometra od granicy z Libanem.

## Historia
Pierwotnie w rejonie tym znajdowała się arabska wioska Saliha. Podczas wojny domowej w Mandacie Palestyny w rejonie wioski stacjonowały siły Arabskiej Armii Wyzwoleńczej. Podczas I wojny izraelsko-arabskiej w październiku 1948 roku Izraelczycy przeprowadzili operację Hiram. W dniu 30 października Saliha została zajęta przez izraelskich żołnierzy. Mieszkańcy wioski przywitali wkraczających izraelskich żołnierzy białymi flagami. Pomimo to Izraelczycy dopuścili się masakry ludności cywilnej. Pod gruzami wysadzonych domów zginęło około 60-70 mieszkańców. Następnie wioska została wysiedlona, a wszystkie domy wyburzono.
Współczesny moszaw został założony w 1958 i po opuszczeniu odbudowany w 1963 przez imigrantów z RPA i Maroka.

## Gospodarka
Gospodarka moszawu opiera się na rolnictwie i sadownictwie.